# Jeremoabo
Jeremoabo este un oraș în statul Bahia (BA) din Brazilia.